# Nea Dimmata
Nea Dimmata (griechisch Νέα Δήμματα) ist eine Gemeinde im Bezirk Paphos in der Republik Zypern. Bei der Volkszählung im Jahr 2021 hatte sie 55 Einwohner.

## Name
Der Ortsname Nea Dimmata weist darauf hin, dass diese Siedlung eine ältere in der Gegend ersetzte, die einfach Dimmata genannt wurde.

## Lage und Umgebung

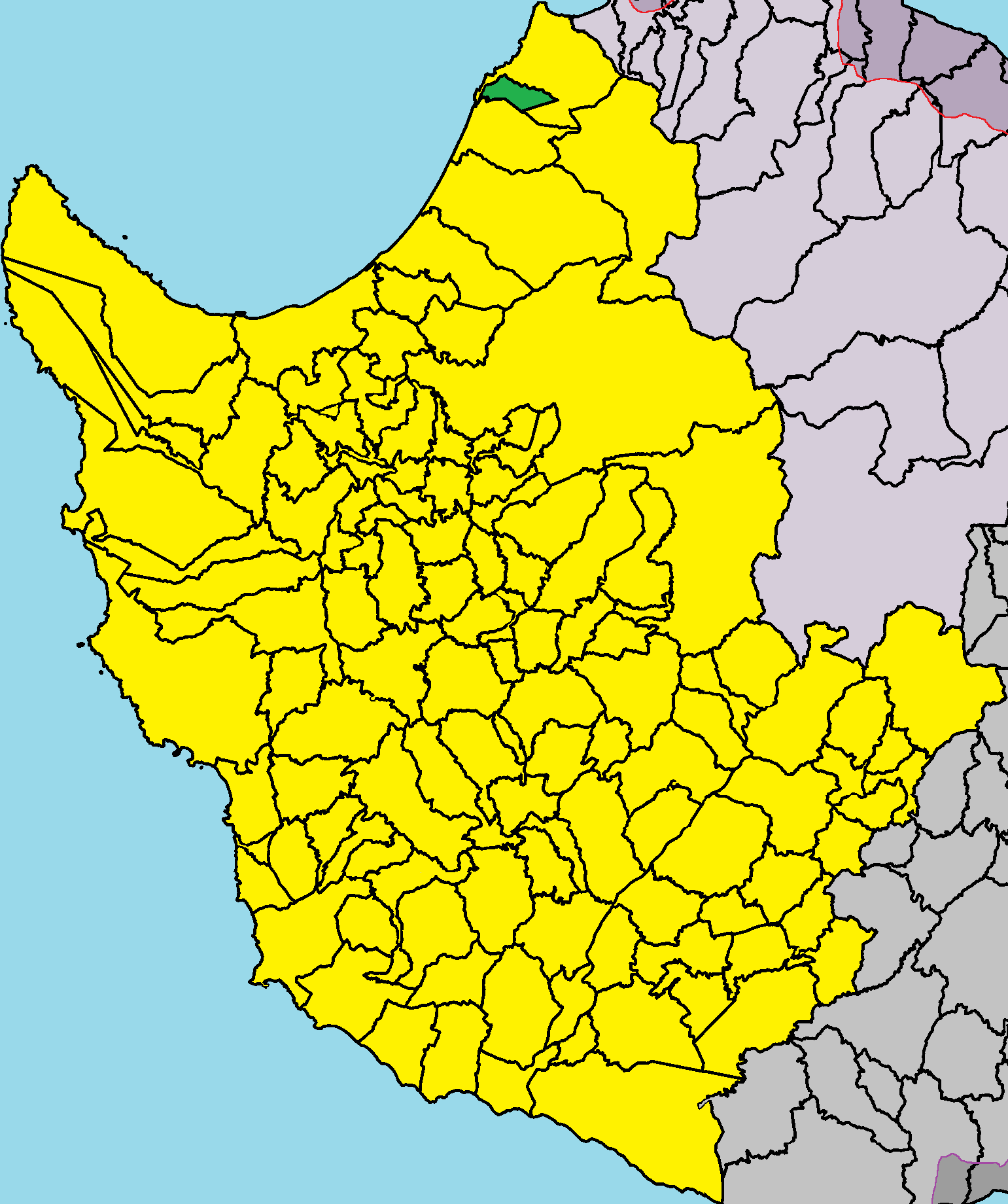
Lage im Bezirk Paphos

Nea Dimmata liegt im Nordwesten der Mittelmeerinsel Zypern auf einer Höhe von etwa 35 Metern, etwa 55 Kilometer von Paphos und 130 Kilometer von Nikosia und Limassol entfernt. Das 2,88627 Quadratkilometer große Dorf grenzt im Westen, Norden und Osten an Pomos und im Süden an Agia Marina Chrysochous. Das Dorf kann über die Straße E704 erreicht werden.
Die durchschnittliche jährliche Niederschlagsmenge beträgt etwa 440 Millimeter. In der Umgebung werden Zitrusfrüchte, Bananen, Mandeln, Avocados, Oliven, einige Gemüsesorten sowie einige Getreide- und Hülsenfrüchte angebaut. Ungefähr 90 % seiner Verwaltungsfläche wird jedoch vom Staatswald von Paphos eingenommen. Geologisch betrachtet wird das Gemeindegebiet von Diabas und Synagama (sandiger kiesiger Sand aus der Zeit des Pleistozäns) dominiert.

## Geschichte
Bevor das „alte“ Dimmata entstand, war das Gebiet eine Weide, auf der ein Ehepaar, dessen Frau aus Lysos und der Mann aus Kynousa stammte, ihr Haus baute, um sich die Weidehaltung von Tieren zu erleichtern. Ein weiterer Grund für den Standort war der Schutz vor arabischen (sarazenischen) Überfällen. Nach und nach wuchs das Dorf und erreichte die Zahl von vierzehn Familien. Während der englischen Besatzung war die Beweidung unter dem Vorwand des Schutzes von Flora und Fauna verboten. Der Hauptgrund war, dass die Bewohner Dimmatas aufgrund der Lage im Wald Rebellen und Flüchtlinge ernährten, weshalb die Briten 1950 beschlossen, das Dorf an seinen heutigen Standort zu verlegen, wo sie es Nea Dimmata nannten.
In der Gegend, in der sich die heutige Siedlung befindet, lebten seit der Antike Menschen, was durch die Existenz einer archäologischen Stätte dort bewiesen wird. Bis auf die Untersuchung eines antiken Grabes aus hellenistischer Zeit, das 1968 entdeckt wurde, wurden noch keine Ausgrabungen durchgeführt.

### Bevölkerungsentwicklung
Die folgende Tabelle zeigt die Bevölkerung des Dorfes, wie sie in den in Zypern durchgeführten Volkszählungen erfasst wurde.
| Jahr      | 1960 | 1973 | 1976 | 1982 | 1992 | 2001 | 2011 | 2021 |
| Einwohner | 109  | 92   | 102  | 70   | 49   | 70   | 50   | 55   |